# 10月3日 (旧暦)
旧暦10月3日（きゅうれきじゅうがつみっか）は旧暦10月の3日目である。六曜は赤口である。

## できごと
- 天武天皇5年（ユリウス暦676年11月13日） - 神に新穀を捧げる相嘗祭を初めて挙行[要出典]
- 建仁3年（ユリウス暦1203年11月8日） - 運慶と快慶が東大寺南大門の金剛力士像を完成させる
- 明治4年（グレゴリオ暦1871年11月15日） - 宗門人別帳を廃止

## 誕生日
- 安永7年（グレゴリオ暦1778年11月21日） - 国友一貫斎、発明家（+ 1840年）
- 嘉永元年（グレゴリオ暦1848年10月29日） - 上野理一、朝日新聞創業（+ 1919年）

## 忌日
- 朱鳥元年（ユリウス暦686年10月25日） - 大津皇子、皇族（* 663年）
- 朱鳥元年（ユリウス暦686年10月25日） - 山辺皇女、皇族
- 延暦9年（ユリウス暦790年11月13日） - 佐伯今毛人、奈良時代の貴族（* 719年）
- 承保元年（ユリウス暦1074年10月25日） - 藤原彰子（上東門院）、後朱雀天皇の母・藤原道長の子（* 988年）
- 天文6年（ユリウス暦1537年11月5日） - 三条西実隆、歌人（* 1455年）
- 元亀2年（ユリウス暦1571年10月21日） - 北条氏康、武将（* 1515年）
- 慶長5年（グレゴリオ暦1600年11月8日） - 長束正家、武将（* 1562年）
- 慶安3年閏（グレゴリオ暦1650年11月26日） - 毛利秀元、長府藩主（* 1579年）